# تربة الباي
تُرْبَة البَاي ضريح ملكيّ للبايات الحسينيين، يقع بمدينة تونس العتيقة، بني في عهد علي باي الثاني في القرن الثاني عشر الهجري (القرن الثامن عشر الميلادي)،يعد معلم "تربة البايات" من أشهر وأقدم المعالم التاريخية ذات المميزات المعمارية التي تزين المدينة العتيقة للعاصمة تونس، ففضلا عن موقعه الذي يتوسط قلب المدينة، فإنه يعد تحفة معمارية جعلت من فضاءاته وأروقته قبلة للزوار والمؤرخين بجانب كونه مقاما يروي تاريخ الدولة الحسينية. وتم ترميمه بين عامي 1964 و1968.

## تاريخ

### التسمية
وسمي المقام التاريخي "تربة الباي" لكون أضرحة الملوك والبايات في ذلك الوقت لم تكن تسمى مقبرة وإنما تربة، ويوجد في نهج يحمل الاسم نفسه، كما تضم ما يزيد عن 164 قبرا لأفراد الأسرة المالكة من بايات الدولة الحسينية التي حكمت تونس بين 1705 و1957، كما توجد به أضرحة 14 من أصل 19 من البايات الذي جلسوا على سدة الحكم.

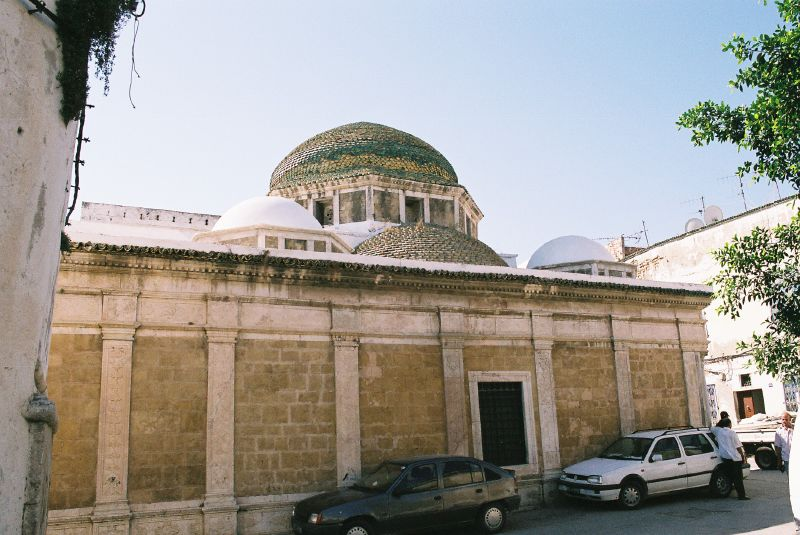
تربة الباي:منظر عام

### تشييده
وكان أول بايات الدولة الحسينية، "حسين باي بن علي" هو من بنى المعلم الذي عادة ما يكون متاخما لأحد الجوامع، وذلك في سنة 1711، عندما بنى تربته الأولى ولها ثلاث واجهات مطلة على الشارع بكل منها رخامة نقشت عليها نصوص شعرية.
ويشمل المعلم التاريخي "تربة الباي" واجهات خارجية مزينة بالجبص وبه أعمدة إيطالية أما القباب التي تعلو الشرفة فإنها تتعدد بتعدد الغرف التي يحتويها المعلم، ويعود هذا التشعب والتعدد في القاعات إلى الأعمال التوسعية التي تنجز على حساب المنازل المجاورة للتربة كلما دعت الحاجة إلى ذلك.

## أعلام
- أحمد باي بن علي باي

## معرض صور

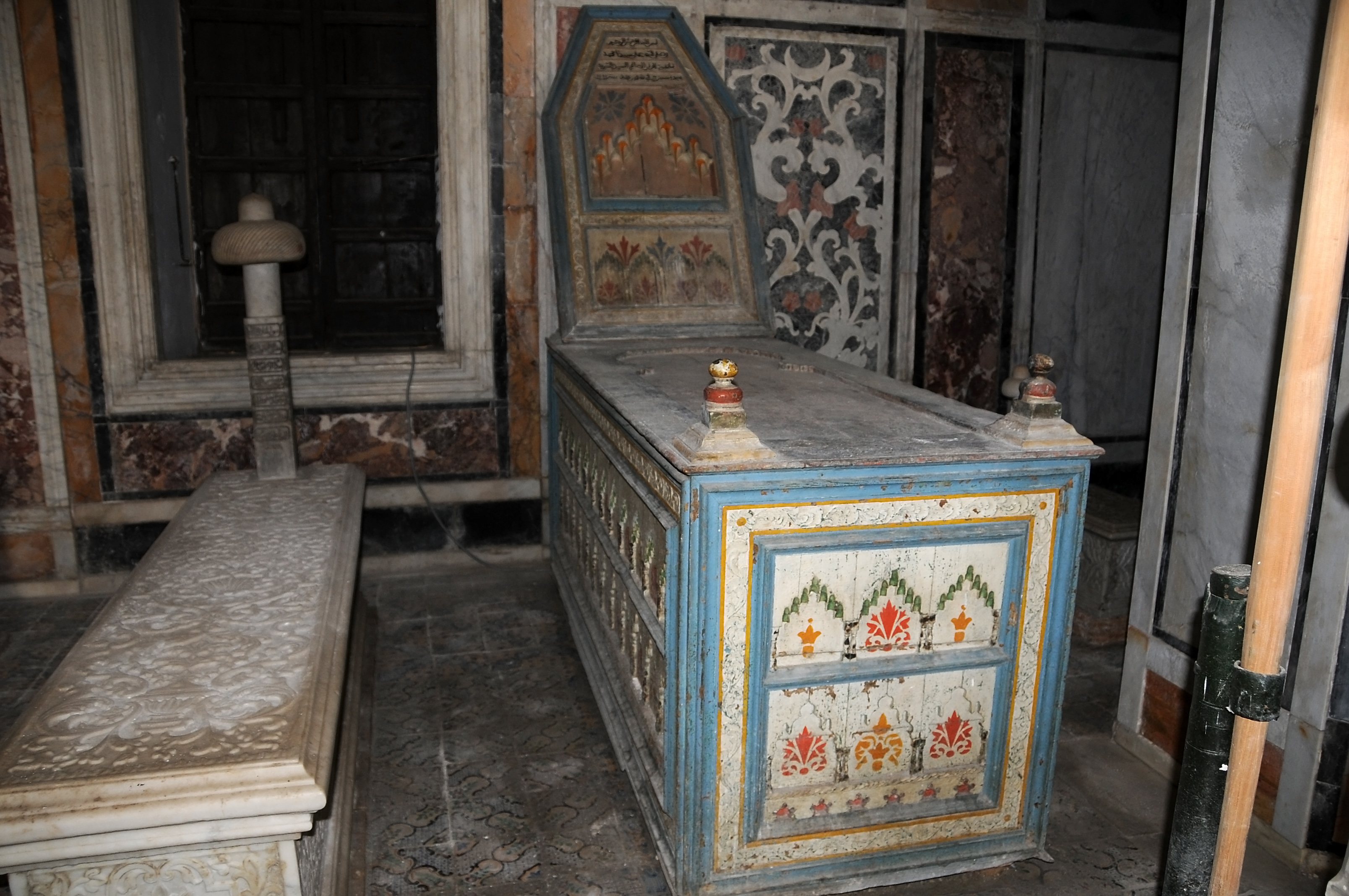
ضريح أول البايات الحسينيين حسين بن علي
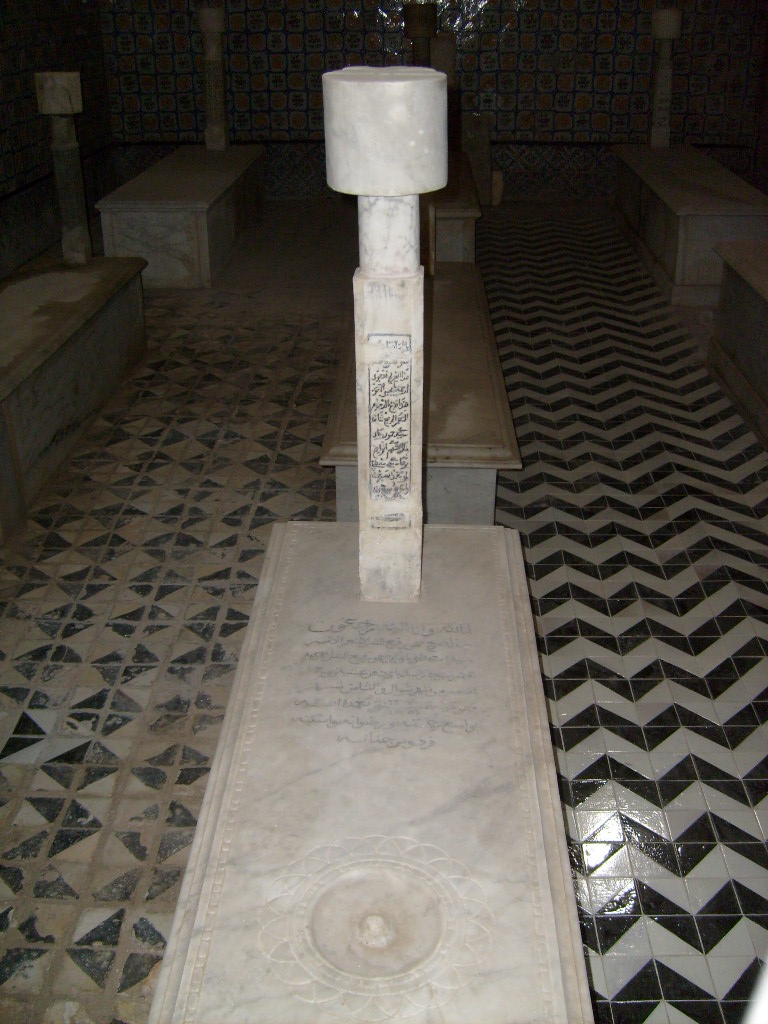
ضريح باي حسيني
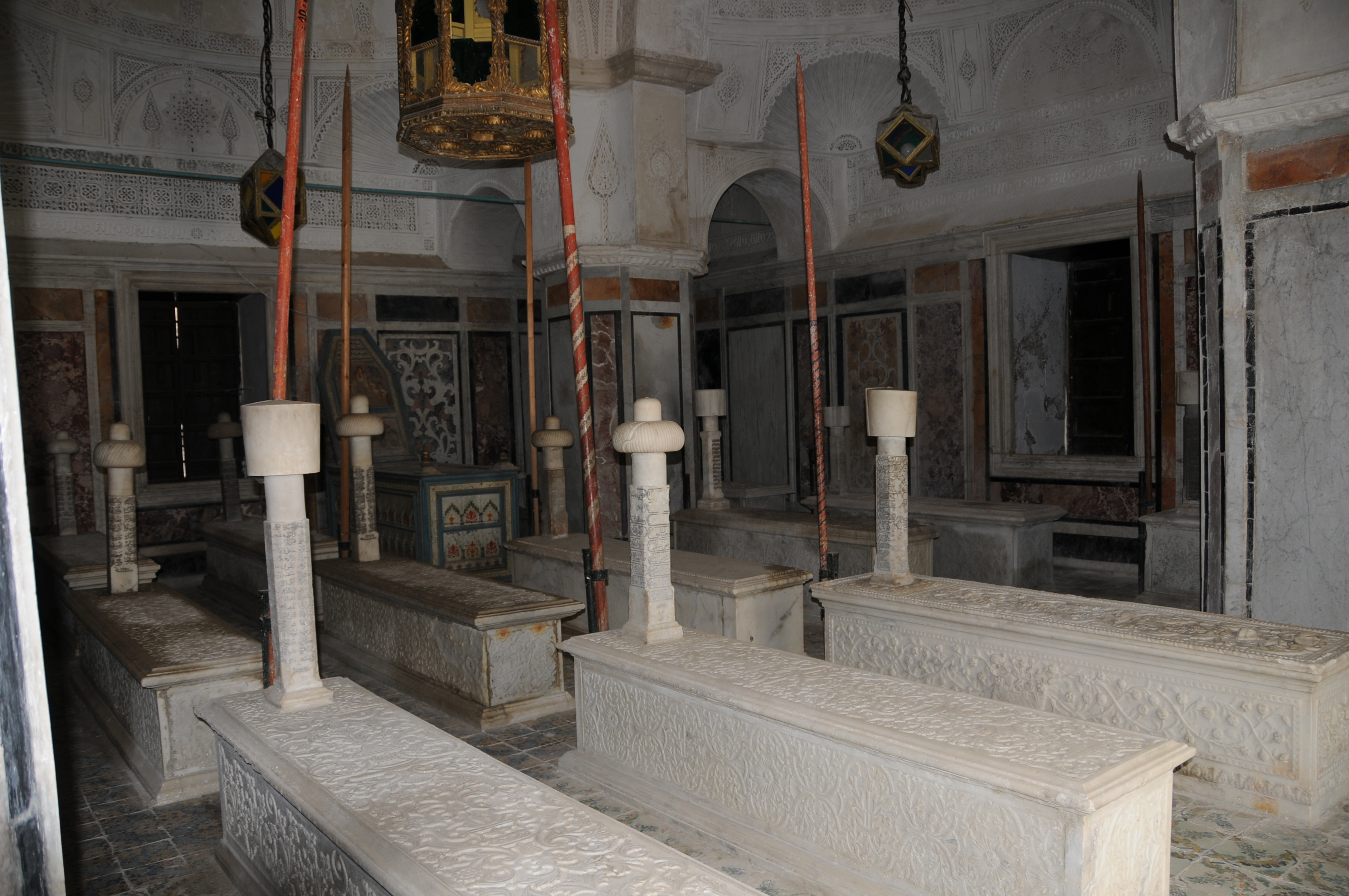
قاعة أضرحة البايات الحسينيين
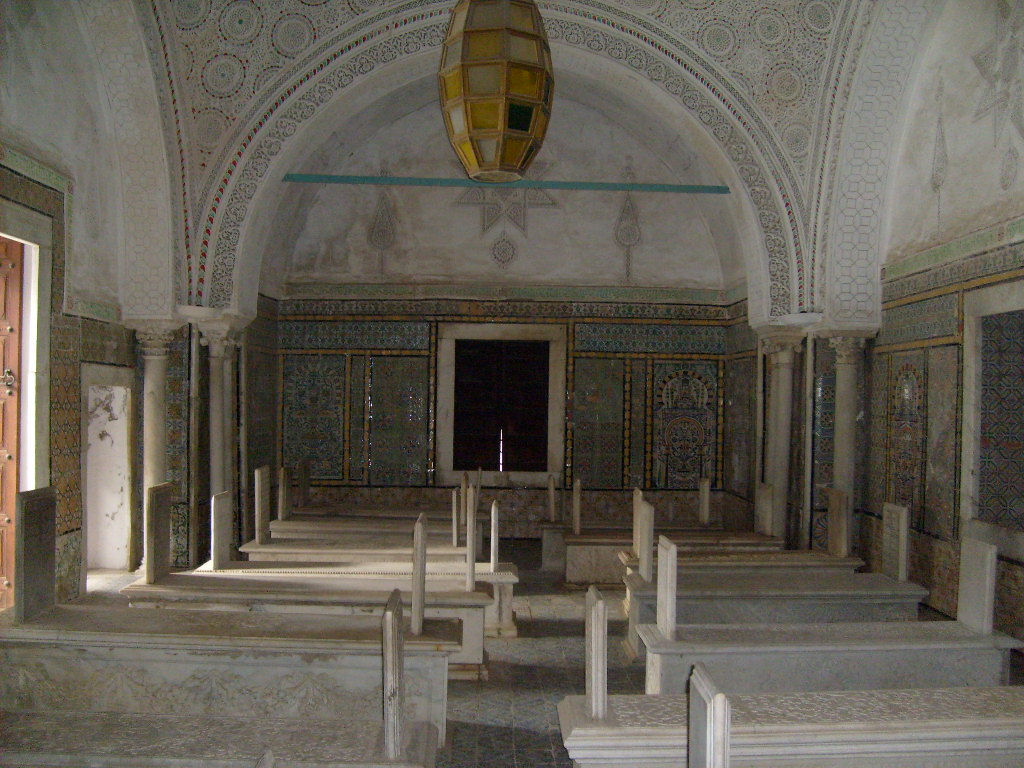
قاعة أضرحة النساء الحسينيات
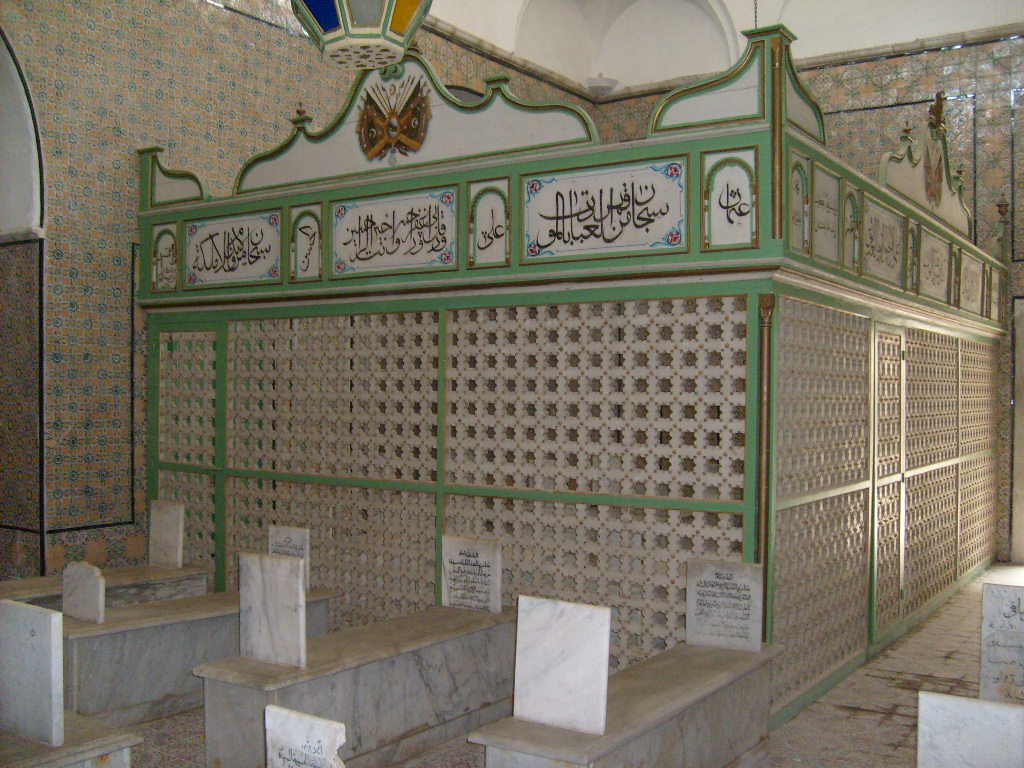
جانب من قاعة أضرحة النساء الحسينيات حيث يظهر شعار الدولة الحسينية
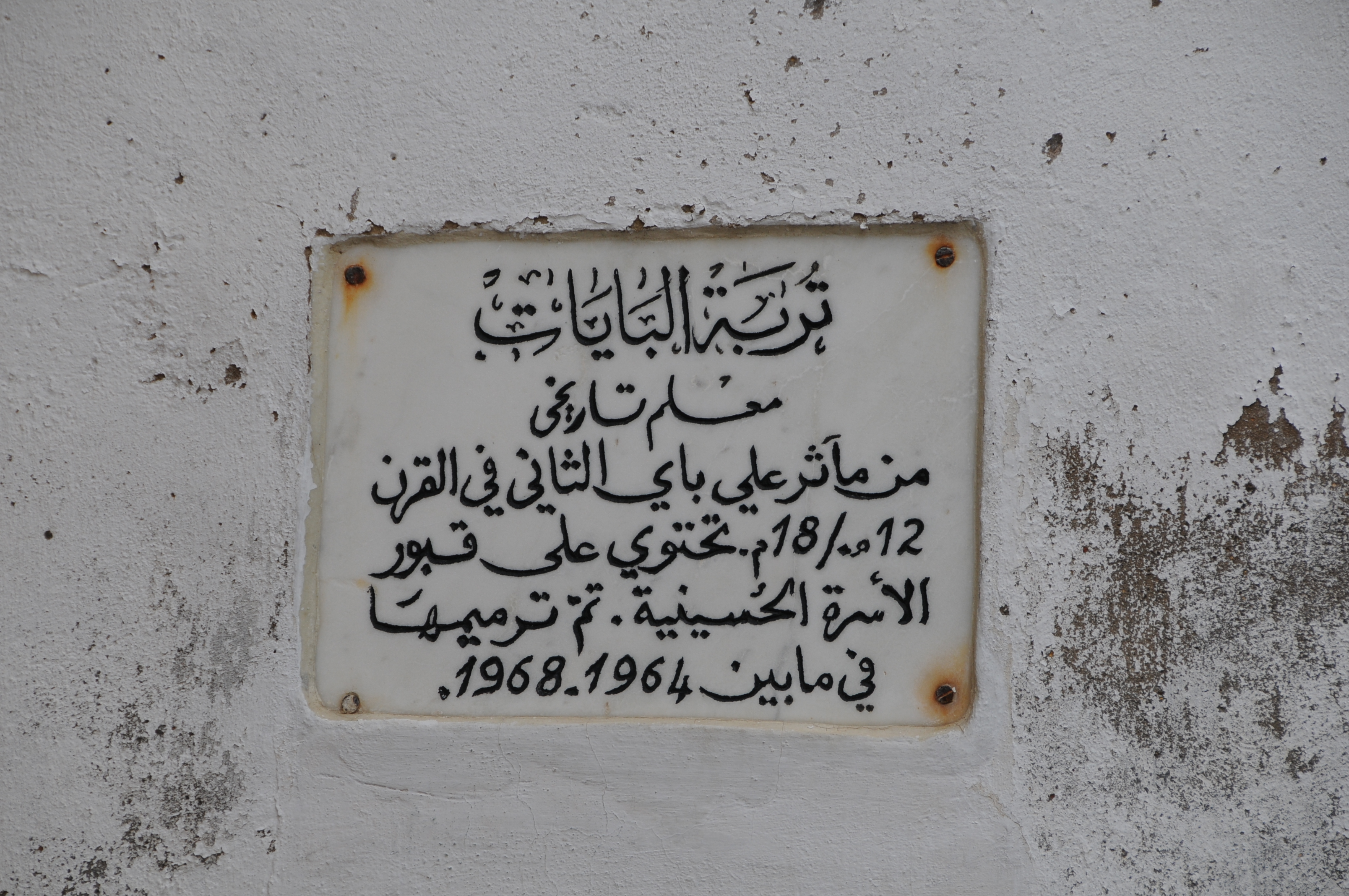
لافتة مدخل تربة الباي
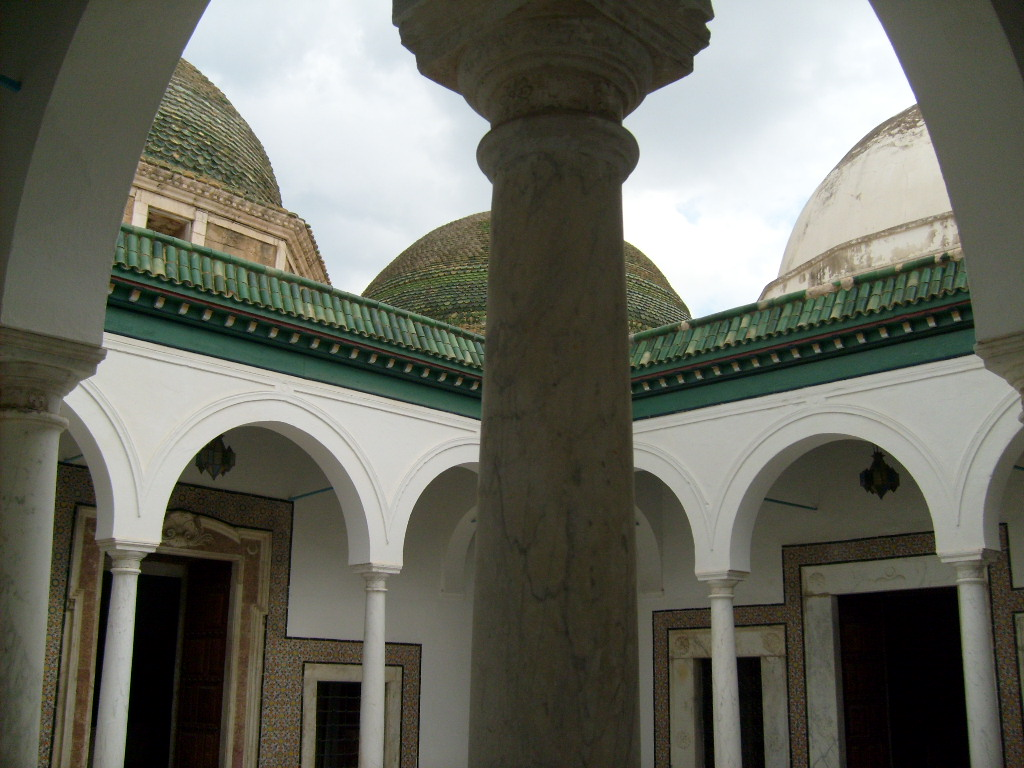
الفناء الرئيسي لتربة الباي
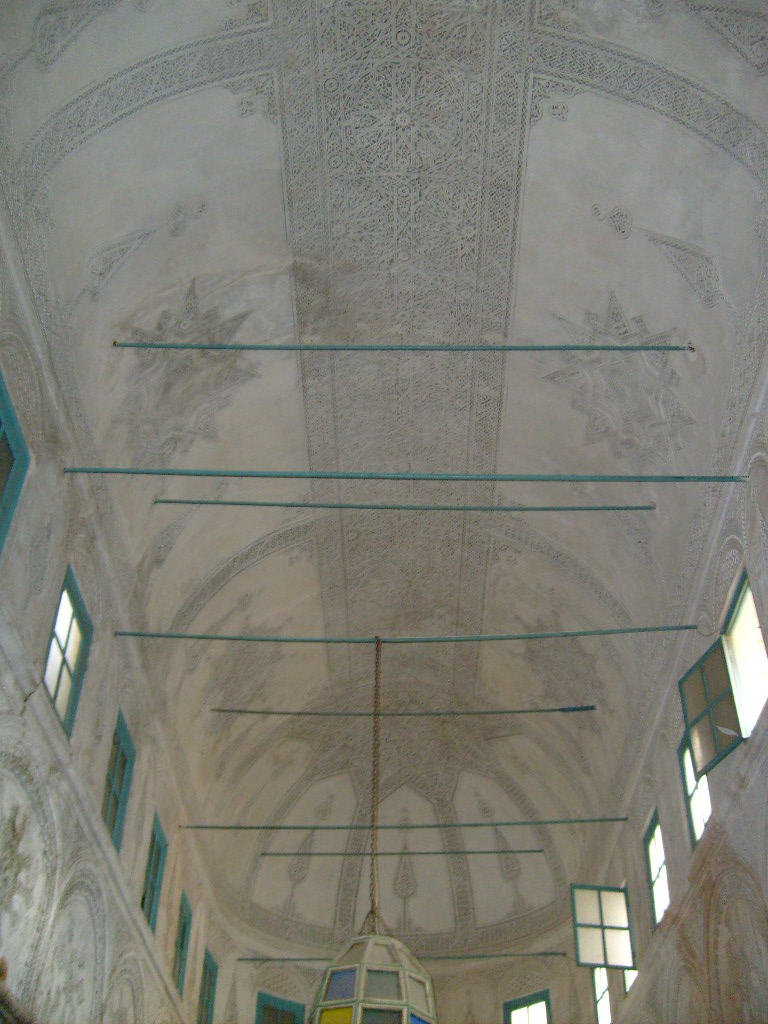
سقف قاعة من قاعات تربة الباي
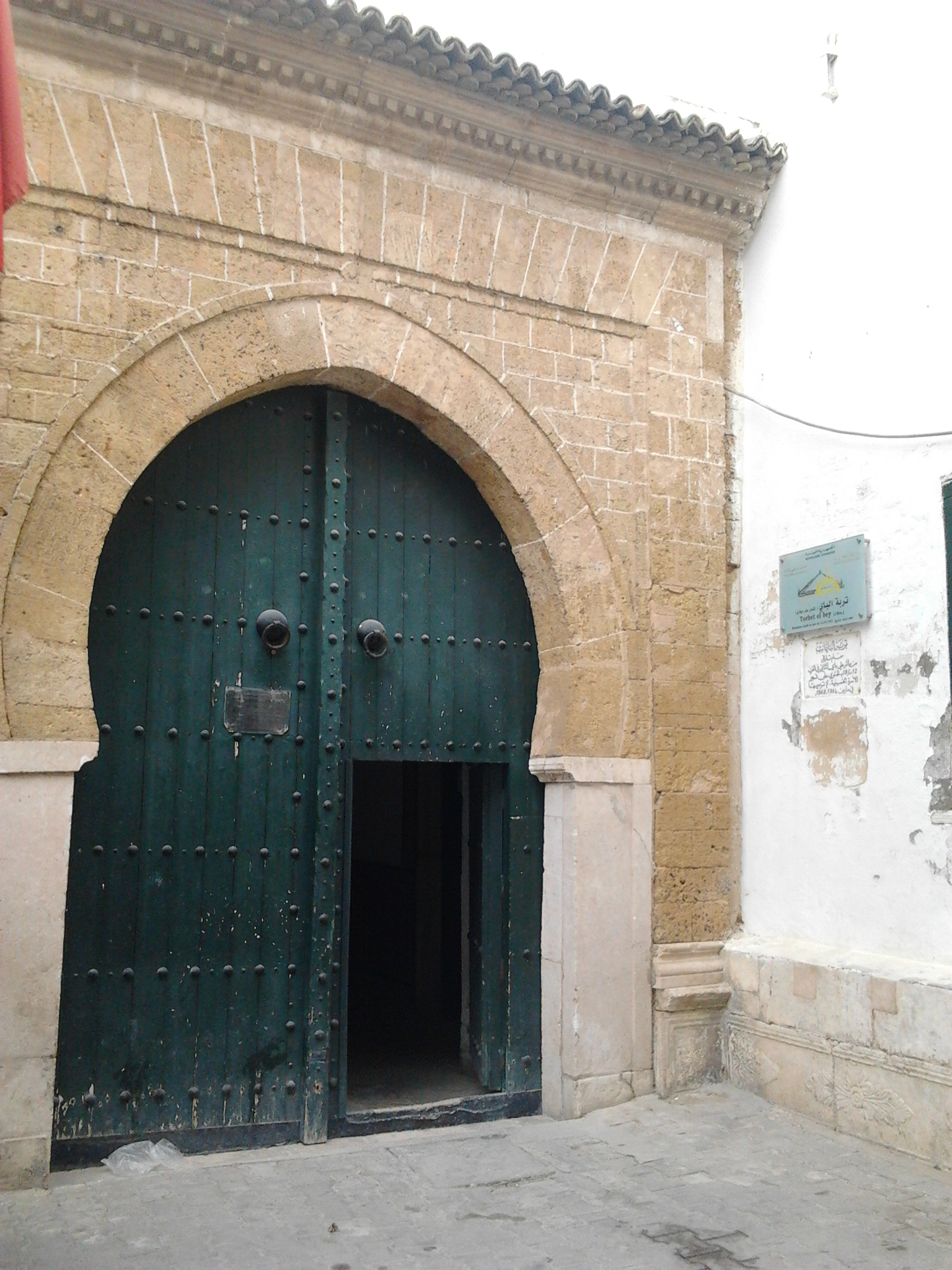
الباب الرئيسي
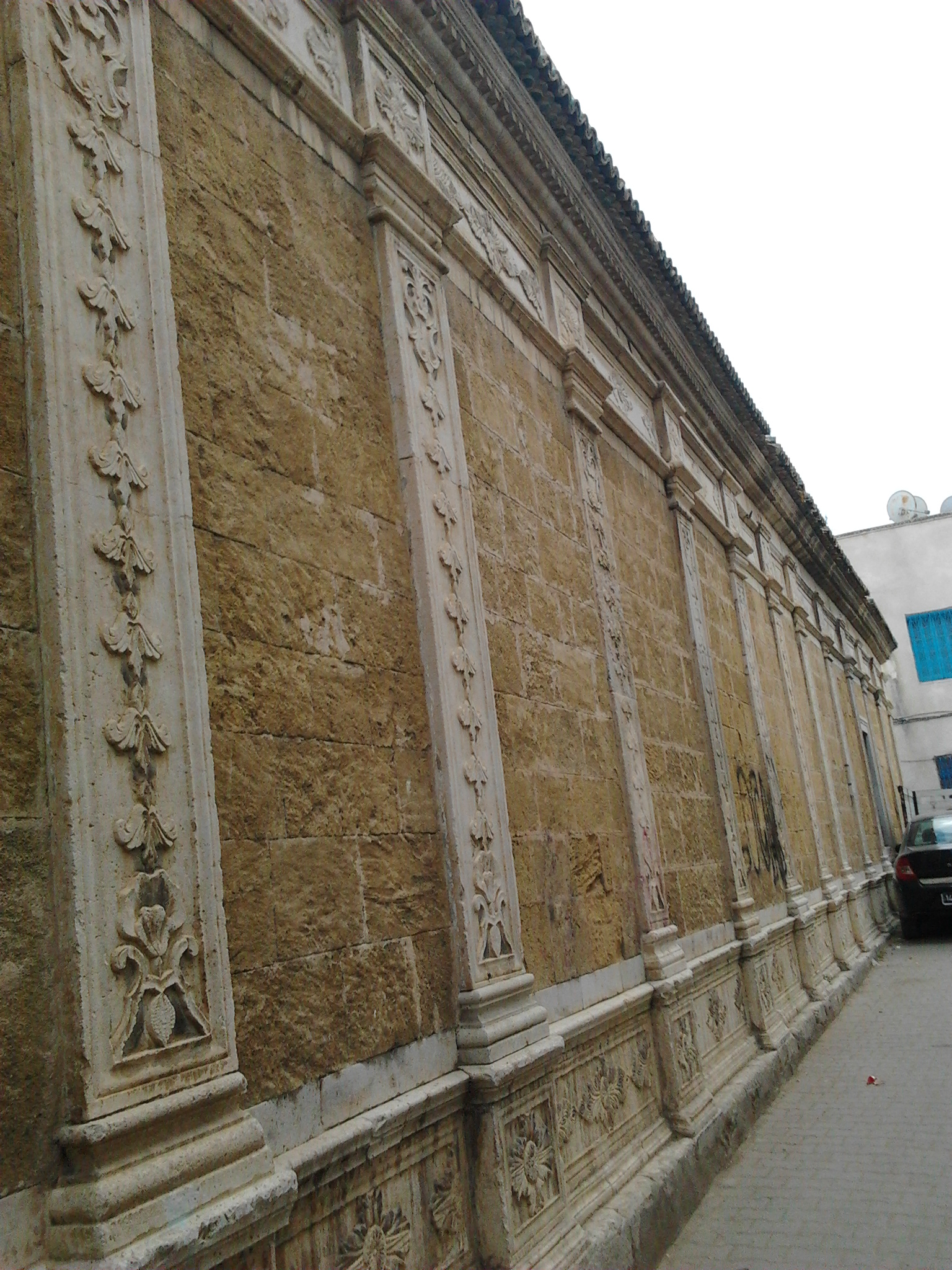
المظهر الخارجي والتزويق
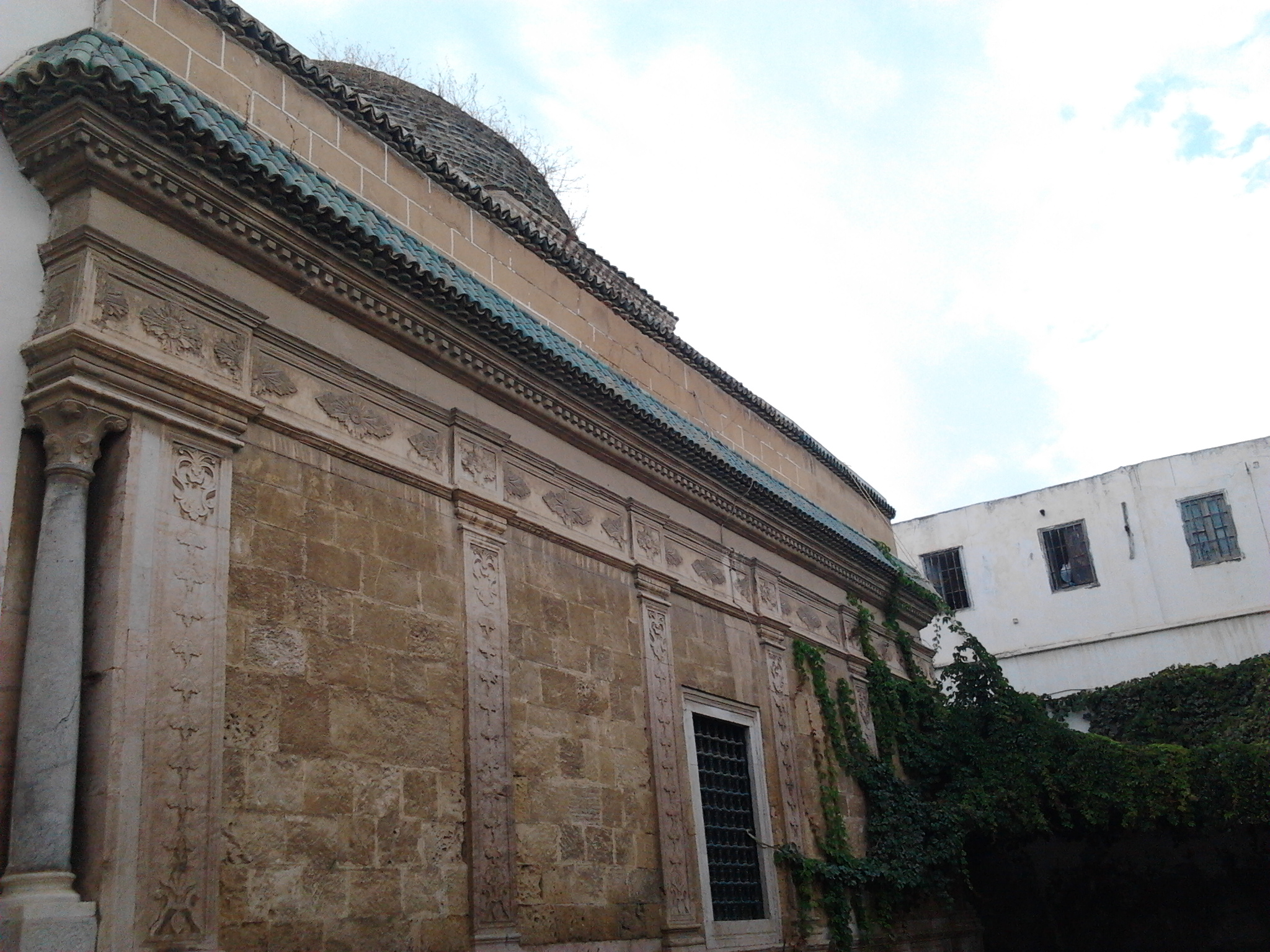
المظهر الخارجي والتزويق
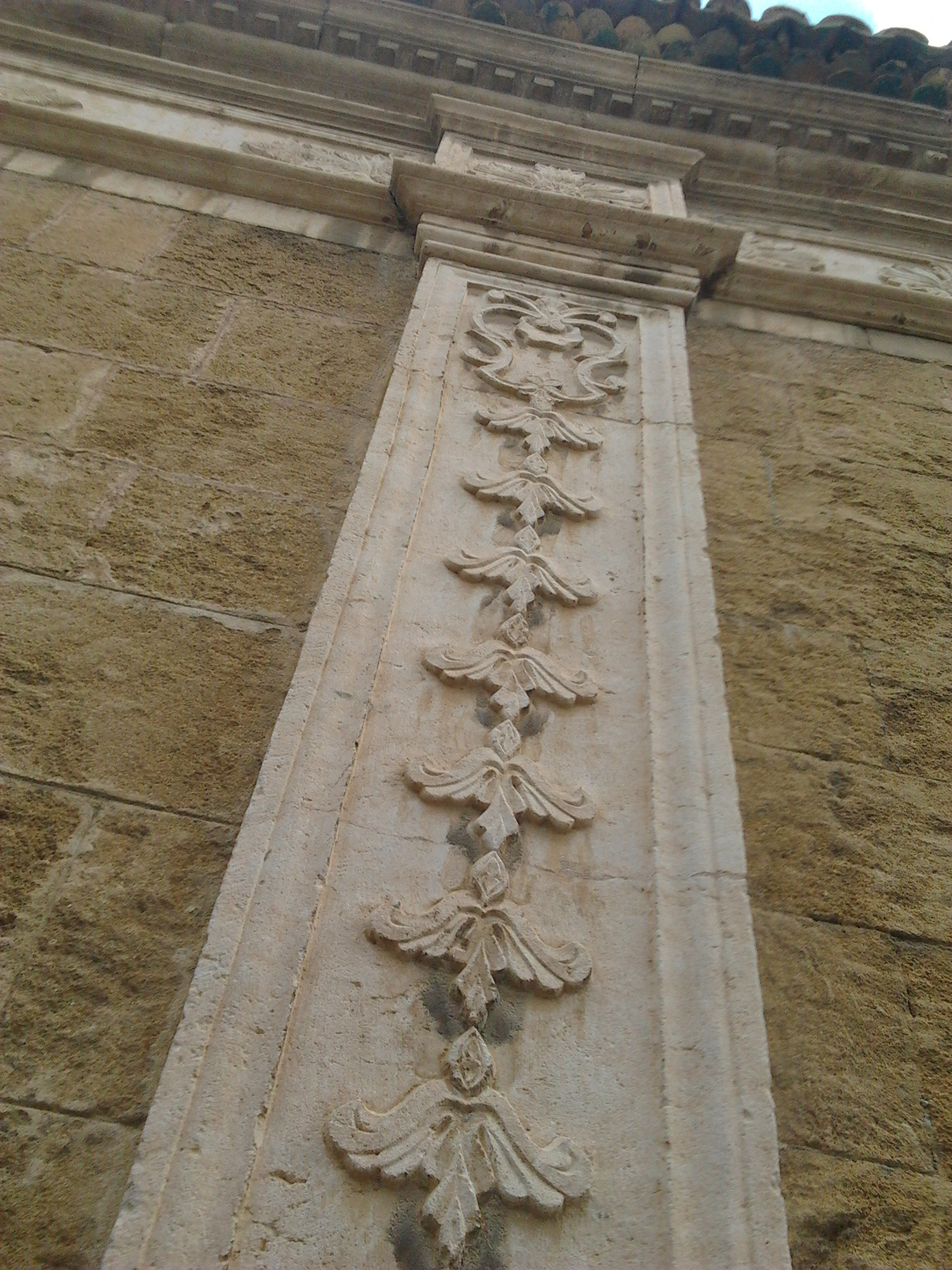
المظهر الخارجي والتزويق
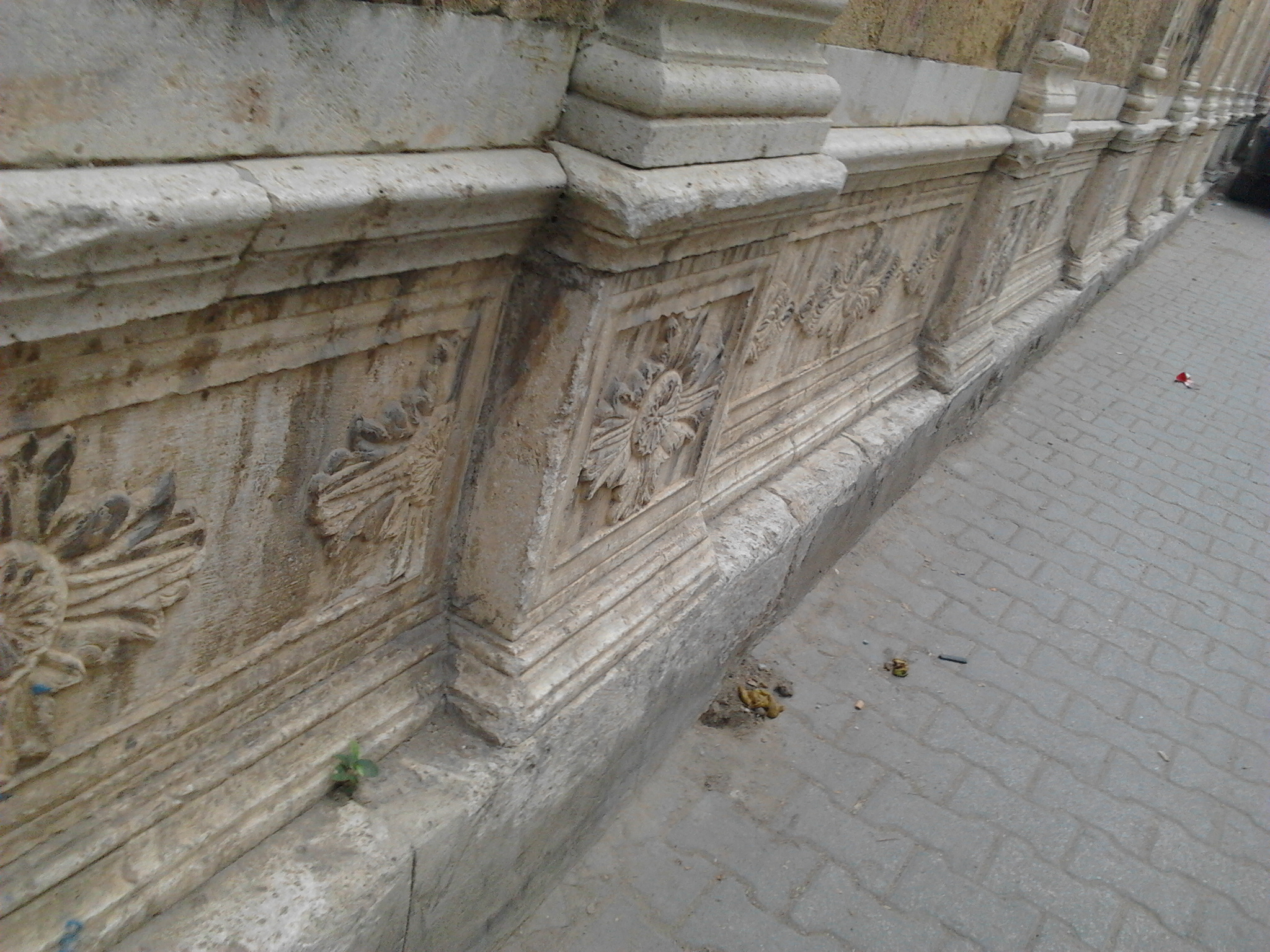
المظهر الخارجي والتزويق
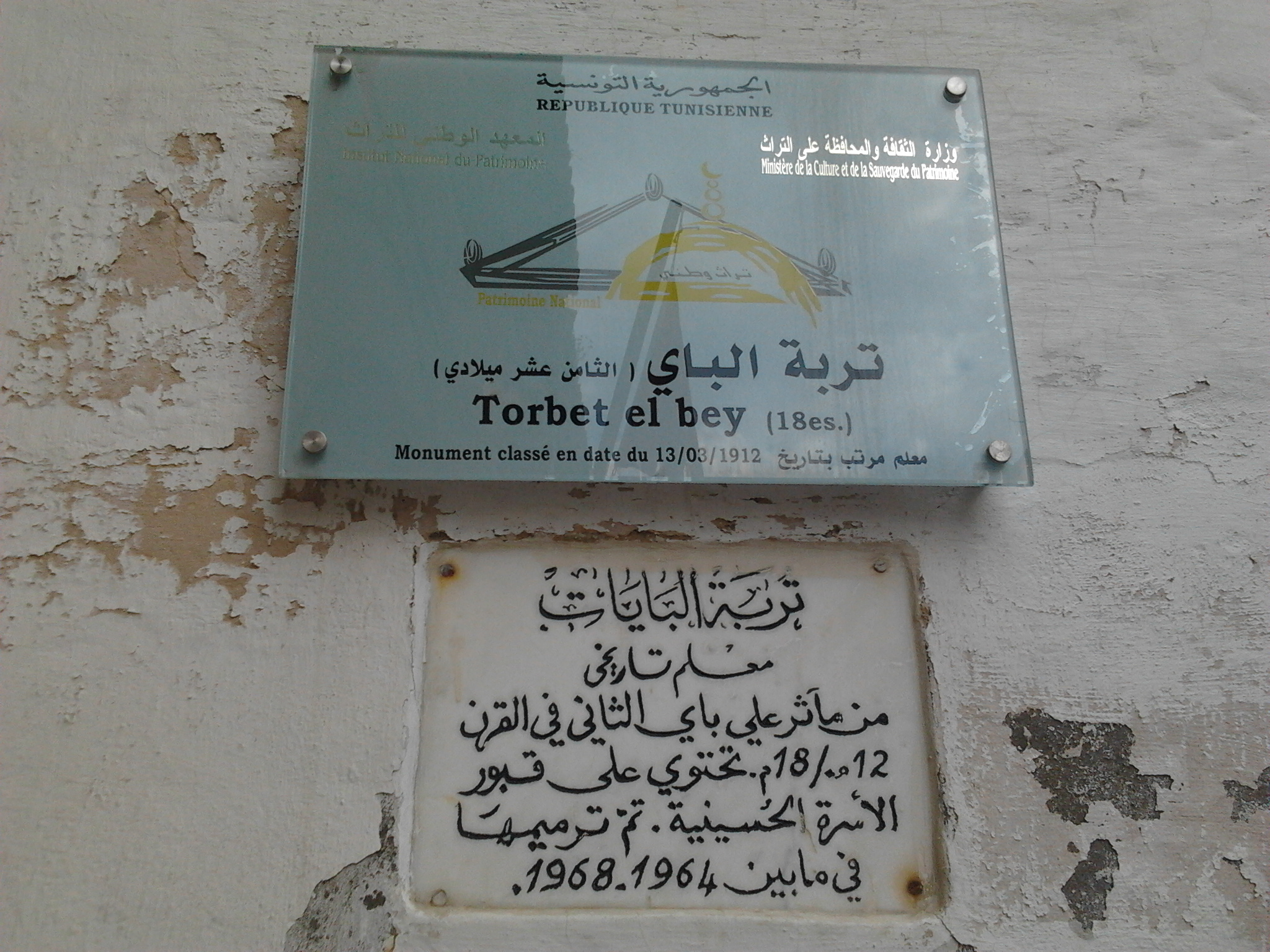
لا فتات المدخل